# William C. McGann
William C. McGann (15 de abril de 1893 – 15 de novembro de 1977) foi um diretor de cinema e diretor de fotografia norte-americano. Nascido em Pittsburgh, Pensilvânia, ele dirigiu 52 filmes entre 1930 e 1940. McGann faleceu em Los Angeles, Califórnia.

## Filmografia parcial
- When the Clouds Roll By (1919)
- The Mollycoddle (1920)
- The Mark of Zorro (1920)
- Three Ages (1923)
- Footloose Widows (1926)
- The Stolen Jools (1931)
- I Like Your Nerve (1931)
- Penrod and Sam (1937)
- Marry the Girl (1937)
- Sh! The Octopus (1937)
- Girls on Probation (1938)
- Dr. Christian Meets the Women (1940)
- Tombstone, the Town Too Tough to Die (1942)
- Beyond the Forest (1949)